# Groveriella baltica
Groveriella baltica är en tvåvingeart som beskrevs av Spungis och Jaschhof 2000. Groveriella baltica ingår i släktet Groveriella och familjen gallmyggor. Arten är reproducerande i Sverige. Inga underarter finns listade i Catalogue of Life.